# Ryszard Tomczyk (bokser)
Ryszard Tomczyk (ur. 27 kwietnia 1950 w Trzebnicy) – górnik, polski bokser, mistrz Europy i olimpijczyk. Zawodnik BKS Bolesławiec.
Walczył w wagach piórkowej i lekkiej. Największe sukcesy odniósł podczas Mistrzostw Europy, w których startował czterokrotnie. W Madrycie 1971 zdobył złoty medal w wadze piórkowej, wygrywając m.in. z mistrzem olimpijskim Walerianem Sokołowem (ZSRR). W Belgradzie 1973 został wicemistrzem w wadze lekkiej, a w Katowicach 1975 zdobył brązowy medal w tej samej wadze (w obu przypadkach pokonał go Rumun Simion Cuțov). W Halle 1977 odpadł w ćwierćfinale wagi lekkiej.
Uczestniczył w olimpiadzie w Monachium 1972, gdzie w wadze piórkowej po dwóch zwycięstwach przegrał z późniejszym mistrzem olimpijskim Borisem Kuzniecowem (ZSRR).
Tomczyk był trzykrotnym mistrzem Polski: w 1971 i 1972 w wadze piórkowej oraz w 1975 w lekkiej. W 1973 był wicemistrzem w wadze lekkiej. Piętnaście razy wystąpił w reprezentacji Polski, wygrywając 11 walk.
Zajął drugie miejsce w Przeglądzie Plebiscytu Sportowego 1971 na najlepszych sportowców Polski.